# 馬淵智子
馬淵智子（1982年8月17日—）是一名日本女子垒球运动员。她在2008年北京夏季奥林匹克运动会中，参加了女子垒球比赛并为日本队获得女子团体金牌。